# Pershore Holy Cross
Pershore Holy Cross var en civil parish fram till 1949 då den blev en del av Pershore, i grevskapet Worcestershire, i England. Civil parish var belägen 9 km från Evesham och hade 2 394 invånare år 1931.